# Колиба
Колиба је тип куће од дрвета или сличног материјала у ком су људи некад живели, а неки и сада живе. Човек је у таквом објекту донекле заштићен од животиња и временских прилика.

## Модерна употреба
Колибе се користе као привремена склоништа. Оне се брзо граде од доступних материјала као што је лед, камен, трава, палмино лишће, гране и/или блато и постоје у практично свим номадским културама. Неке колибе су лако преносиве и могу поднесу већину временских услова.

## Грађевина
Неке колибе су се градиле од дрвета а неке су биле сложиве и преносуве. Бивају једнопросторне или од два простора. Предња улазна просторија се назива колиба а задња комора. У колиби се налази отворено огњиште, ватра на којој се припремала храна и млечни производи и ту се обично налазе и клупе за спавање. Заднја просторија служи и као складиште млечних производа и ту се налазе и полице са сиром на којима се суши. Колиба је била често сезонска зграда од другоразредног материјала.

## Галерија
- Колиба од брвана
- Колиба од камена, Вандусенова ботаничка башта у Ванкуверу,